# Японський архіпелаг

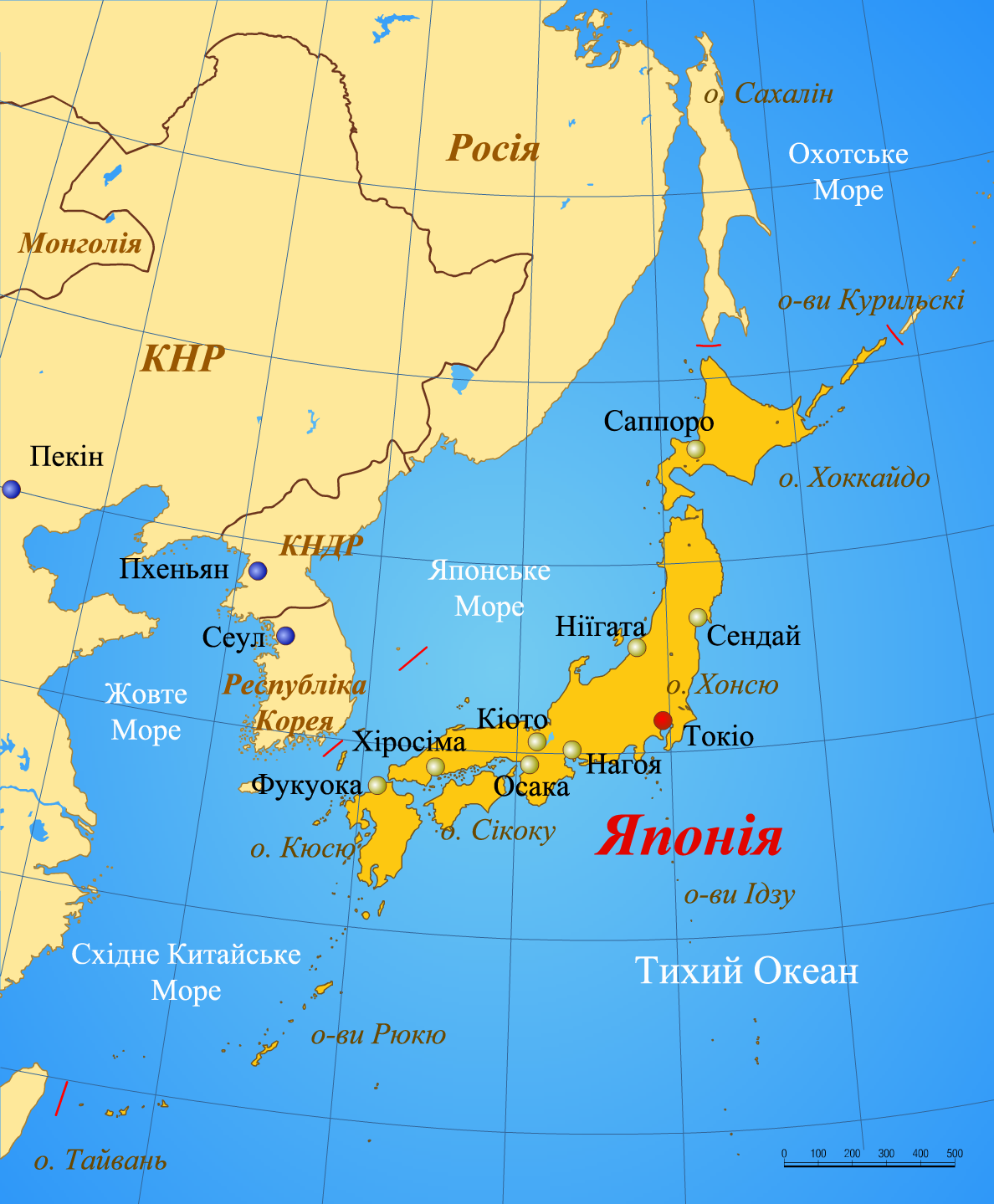
Японський архіпелаг

Японський архіпелаг (яп. 日本列島, ніппон ретто) — група островів у західній частині Тихого океану, що розташовані на стику Євразійської, Тихоокеанської, Філіппінської та Північноамериканської літосферних плит.

## Короткі відомості
У широкому розумінні архіпелаг складається з 5 великих островів: — Кюшю, Шікоку, Хоншю, Хоккайдо та Сахаліну, а також містить групи островів Чіджіма, островів Амі, острови Рюкю та острови Іто. Інколи, проте дуже рідко, до японського архіпелагу відносять Тайвань.
У вузькому розумінні Японський архіпелаг — це територія, підконтрольна сучасній державі Японія. Винятки становлять лише група островів Оґасавара, які через своє віддалене географічне положення від Східної Азії та основних японських островів не можуть бути віднесені до архіпелагу. У сучасній географічній науці саме «вузьке» розуміння Японського архіпелагу, який збігається з кордонами державного утворення «Японія», є панівним.

## Острови
Загалом, Японський архіпелаг складається з понад 3000 островів, які витягнулися вздовж Східноазійського узбережжя з півночі на південь.
Найбільші острови
- Хоккайдо
- Хоншю
- Шікоку
- Кюшю

Менші острови
- Аваджі
- Цушіма (острів)
- Садо (острів)

Групи островів
- Острови Оґасавара
  - Іото
  - Чічіджіма
- Острови Рюкю
- Острови Ґеййо

- Шімо-Камаґарі

## Групи островів
Хоккайдо
- Острови Хабомай (歯舞群島)

Міяґі
- Острови Ошіка (牡鹿諸島)
- Острови Урато (浦戸諸島)

Токіо
- Острови Ідзу (伊豆諸島)
- Острови Оґасавара (小笠原諸島)
- Острови Кадзан (火山列島)

Міє
- Острови Шіма (志摩諸島)

Хьоґо
- Острови Ієшіма (家島群島)

Шімане
- Острови Окі (隠岐諸島)

Окаяма
- Острови Хінасе (日生諸島)
- Острови Коджіма (児島諸島)
- Острови Касаока (笠岡諸島)

Хірошіма
- Острови Хашіріджіма (走島群島)
- Острови Бінґо (備後群島)
- Острови Ґейбі (芸備群島)
- Острови Камі-Одзакі (上大崎群島)
- Острови Шімо-Одзакі (下大崎群島)
- Острови Камаґарі (蒲刈群島)
- Острови Акі (安芸群島)

Ямаґучі
- Острови Хашіраджіма (柱島群島)
- Острови Суо-Оджіма (周防大島諸島)
- Острови Кумаґе (熊毛群島)
- Острови Шюнан (周南諸島)
- Острови Хаґі (萩諸島)
- Острови Хібікінада (響灘諸島)

Окінава
- Острови Дайто (大東諸島)
- Острови Керама (慶良間諸島)
- Острови Окінава (沖縄諸島)
- Острови Міяко (宮古諸島)
- Острови Яеяма (八重山諸島)
- Острови Сенкаку (尖閣諸島)

## За префектурами

### Хоккайдо
- Острів Акіюрі (秋勇留島)
- Острів Юрі (勇留島)
- Малий острів Аккеші (厚岸小島)
- Острів Еторофу (択捉島)
- Острів Окушірі (奥尻島)